# Charles Siezenis
Charles Siezenis (Maastricht, 17 november 1915 – aldaar, 28 juli 1998) was een voormalig Nederlands voetbaltrainer.